# 阮科濱
阮科濱（越南语：／；1870年12月9日—1938年12月28日），號屏南（越南语：／），越南阮朝官員。

## 家世
阮科濱是承天府香水縣安舊總安舊社人，出自阮科世家，榜中侯阮科占之後。父親是清化省布政使阮科論，後出家為僧，人稱圓覺大師，母親為公孫女氏茨，定遠郡王阮福昞的孫女，沛澤亭侯阮福靖基之女。保大帝後期經濟部尚書阮科淇是他的堂弟。

## 生平
嗣德二十三年闰十月十七日（1870年12月9日），阮科濱出生。成泰六年（1894年），參加鄉試，考中承天場舉人。
維新年間，曾任廣治按察使。維新八年（1914年），改任廣南按察使。次年（1915年），升乂安布政使。啟定二年（1917年），升任河靜巡撫。啟定八年（1923年）正月，升南義總督。
保大二年（1927年）正月，阮科濱升任戶部尚書，充機密院大臣。保大四年（1929年），阮科濱加協佐大學士銜致事。
保大十三年（1938年12月28日），阮科濱去世，壽六十九歲。